# Понор (Болгарія)
По́нор (болг. Понор) — село в Софійській області Болгарії. Входить до складу общини Костинброд.

## Населення
За даними перепису населення 2011 року у селі проживали 17 осіб, з них 15 осіб (93,8%) — болгари.
Розподіл населення за віком у 2011 році:
Динаміка населення: